# サントメ・プリンシペの国旗
サントメ・プリンシペの国旗（サントメ・プリンシペのこっき）は、独立に伴い、1975年11月5日に制定されている。
汎アフリカ色の赤・黄・緑の色が使用され、旗竿側には赤い三角模様が設けられている。また、2つの黒い星はサントメ島とプリンシペ島を示している。元々は1972年より使用しているサントメ・プリンシペ解放運動の旗のデザインで、1975年の正式な国旗では、黄色の縞が従来より太くなった。
ポルトガル統治時代は、ポルトガルの国旗が掲げられた。

?現在の国旗（縦横比2:3の別タイプ）

## 歴史的な旗

?ポルトガル植民地総督の旗
?ポルトガル植民地高等弁務官の旗